# الإخراج الصحفي الرقمي
يُعَدّ الإخراج الصحفي عملية فنية وصحفية لها جانبان الأول جمالي والثاني وظيفي، فهو يعد خطوة مهمة من خطوات إصدار الصحف لعرض المضامين التحريرية على الصفحات، وبشكل جذاب ومميز. وإن التطور التكنولوجي الذي أصاب مختلف وسائل الاتصال أثر بشكل كبير على المضمون والشكل الإخراجي للصفحات، فالإخراج الصحفي (Layout) «هو فن تطبيقي لهُ أَغراضه فالصحيفة تصدر ليقرأها الناس، وكلما سهلت عملية القراءة كان ذلك دليلاً على نجاح الإخراج الصحفي». والتصميم (Design) هو رسم أَولي يوضح تصور المصمم لعمل الصفحات في الصحف متوخياً توزيع العناصر البنائية، توزيعاً يضفي عليها وضوحاً وجمالاً، ولا يراعى في الرسم الأولي ضوابط الدقة إلا لحفظ النسب في الأبعاد.

## الإخراج الصحفي الرقمي
دخلت صناعة الصحافة مرحلة جديدة تتحكم فيها التقنية الرقمية في مختلف اطرافها وعملياتها بدءاً من إعداد المادة التحريرية وصفها ومروراً بتصميم الصفحات وإخراجها، ووفق هذا النظام الجديد للإنتاج الرقمي للصحف سوف تتحد حدود الكلمة والصورة والرسوم والصوت والتي ستعمل معاً وبشكل تفاعلي لإنتاج مستندات ووثائق ذات جودة ودقة ومرونة، إذ تقوم فكرة الإنتاج الرقمي (Digital Production) للصحيفة على أساس التجميع الكامل لعناصر الصفحات من نصوص وصور ورسوم وإعلانات وغيرها من العناصر البنائية على شاشة حاسوب واحد يضم المراحل الإنتاجية كلها، أو على مجموعة من الحاسبات المرتبطة معاً من خلال شبكة إنتاجية واحدة.
وبلغ التأثير الأكبر لتقنيات الصحافة على الإخراج الصحفي في جوانبه المختلفة في إعداد الإشكال والتصاميم الأساسية للصفحات، فضلاً عن بناء الوحدات البنائية حداً كبيراً توصلت معهُ الصحف إلى استخدام التقنية الرقمية (الحاسبات) بشكل رئيس في إخراج وتنفيذ صفحاتها بطريقه آلية، وهو ما وصفهُ (جوزيف م. بونقارو) بالإخراج الإلكتروني «وهو يعني العملية الحاسوبية التي يتم فيها بناء الوحدات (البنائية) باستخدام العناصر المختلفة من الحروف والصورة وعناصر الفصل.... وكذلك التأثيرات الخاصة بالأرضيات المختلفة...الخ»()، ومن أهم البرامج الخاصة بأنظمة الإخراج الرقمي، برنامج صانع الصفحة (page Maker) وبرنامج كوارك أكسبرس (Quark Xpress) إضافة إلى برنامج الناشر المكتبي (Ready Set Go) وبرنامج الناشر الصحفي (Design Studio)، وجميع هذهِ البرامج تعمل وفقاً لنظام ماكنتوش، وقد عملت شركة ديوان على تعريب أغلب هذهِ البرامج ويعد برنامج الناشر الصحفي أول برنامج متعدد اللغات متخصص في النشر الصحفي وإخراج الصفحات وفرز ألألوان، ويضاف إلى هذهِ البرامج برنامج العربي للنشر الذي يعمل وفقاً لنظام I.B.M وهو أول برنامج معرب يعمل وفقاً لهذا النظام، وكذلك (Oryx) الذي صممتهُ شركة «لينوتيب هيل» ليعمل وفقاً لنظام I.B.M وهو أول برنامج عربي للإخراج الصحفي الرقمي.
قدمت التكنولوجيا الرقمية للمصممين والمخرجين نظاماً جديداً من الخبرات والإبداع في مجال عملهم (الإخراج الصحفي)، وظهور التكامل الرقمي بين الحروف والصور من خلال جيل جديد من نظم التجميع الرقمي للصفحة، وكانت هذه الآلات المكلفة مادياً تحصل على مدخلاتها من أجهزة المسح بالليزر التي تتمتع بقوة تبين عالية وقواعد بيانات وأشكال الحروف الرقمية، وهو ما أتاح للمصمم والمخرج الصحفي القيام بتجميع هذه العناصر جميعها على الشاشة للحصول على صفحات كاملة. وبذلك بدأت الصحف تتحول من منتج مطبوع إلى منتج يتم استقباله على الشاشة.
أتاحت شبكة الإنترنت مجالاً رحباً ومرونة في التصميم وإخراج الصفحات الإلكترونية، فقد منحت الشبكة للمصممين القدرة على الإبداع في التصميم بما يناسب مستخدمي الشبكة الذين يتطلعون لتصاميم سهلة تيسر عليهم الوصول إلى محتويات الصفحات (المواقع)، ولقد تحقق للصحف الإلكترونية ذلك بفعل الاعتماد على النصوص المتشعبة التي تضم عنصري الشكل والمحتوى، ويعتمد إنشاء وتصميم وإخراج المواقع على الإنترنت على عدد من القواعد والعناصر التي تكون في مجملها أسساً تساعد على سهولة القراءة وسهولة الحصول على المعلومات من الموقع ومن أهم هذه القواعد الإلمام بلغة ترميز النصوص المتشعبة وما يتطور عنها، مع الفهم الصحيح لِماهية الصحيفة أو الموقع الإلكتروني مع ضرورة ضمان سهولة التعامل مع الموقع وقابليته للاستخدام.
يعتمد نجاح الموقع الإلكتروني يعتمد بشكل كبير على حسن إخراج صفحاتهِ خاصةً الصفحة الرئيسة التي تمثل الواجهة الرئيسة للموقع، باعتبارها أول ما يقع عليه عين القارئ (المستخدم)، كما أَنّ الصفحة الرئيسة تعطي انطباعا عاماً عن قدرات الموقع وإمكاناتهِ.
بشكل عام تعنى المواقع الإلكترونية بخدمة المتلقين من خلال جذبهم عن طريق سهولة التصفح، وتسهيل عملية تنقلهم من رابط إلى آخر، كما تعمل هذهِ الصحف والمواقع على تسهيل حركة عين القراء من خلال توزيع الوحدات والعناصر الإلكترونية على الصفحات بطريقة سهلة ومريحة بما يحقق قدر من سهولة القراءة مع تحقيق الترابط المنطقي بين إِجزاء الرسالة الإعلامية.
يحقق إخراج الصحف الإلكترونية العديد من الإبعاد الاتصالية للمضامين المقدمة وتتمثل هذهِ الإبعاد في إضافة معانٍ للرسالة الإعلامية إلى جانب إضافة البعد التفاعلي الذي يعد سمة من السمات الرئيسة للاتصال عبر الإنترنت كما يمكن من خلال إخراج الصحف الإلكترونية إكساب هذهِ الصحف شخصيات متميزة تعبر عن هويتها الخاصة التي تنفرد بها كل صحيفة عن الأخرى ات، كما يحقق إخراج الصحف الإلكترونية ربط المضامين المقدمة بسياقها التاريخي والجغرافي، والاقتصادي، ويمكن لمخرجي الصحف الإلكترونية توظيف الوسائط المتعددة لدعم المعاني التي تحملها الموضوعات المنشورة، ولاسِيمَّا صور الفيديو، والتأثيرات الخاصة التي يمكن القارئ من التفاعل مع تلك النصوص، ويتحقق ذلك انطلاقا من أَنَّ الوسائط المتعددة لديها القدرة على الاستحواذ على المدارك السمعية والبصرية لمستخدمي الشبكة، كما يحقق استخدام الوسائط المتعددة العديد من الإغراض الاتصالية، ومن أهمها تقليل الجهد الذي يتعين أَنْ يبذلهُ القارئ (المتصفح) للحصول على المعلومات والإخبار.
يجمع الخبراء على أنْ هناك علاقة وثيقة بين تصميم وإخراج الصحف الإلكترونية والصحف المطبوعة، حيث يمكن الاستعانة بالمبادئ العامة في تصميم المطبوعات عند تصميم الصحف الإلكترونية، ويرى آخرون أَنْ (80%) من قواعد تصميم وإخراج المطبوعات يمكن استخدامها في المواقع الصحفية الإلكترونية وخاصة ما يتعلق باستخدام الألوان والفراغات والتباين وهو ما يؤدي إلى تشابه جوانب التصميم في الوسيلتين إلى حدٍ ما ويستخدم مصممو الصحف الإلكترونية العناصر نفسها التي يستخدمها مصممو الإصدارات الورقية تقريباً من عناوين ونصوص وصور وألوان، وفواصل وجداول... إلى جانب عناصر أخرى جديدة خاصة بالإصدارات ألإلكترونية مثل: الوصلات، وآليات ووسائل التجوال حيث يسعون لتحقيق القيم ألأساسية، الاتزان والتباين والتناسب والتجوال والوحدة والتميز والإيقاع، إذ أَنّ الاعتبار الأساس عند إخراج صفحات الويب بصورة عامة هو خلق بيئة بصرية تنظم المحتوى المقدم، إذ أَنهُ بمجرد أَنْ ينقر المستخدم على الصفحة يشعر بالانجذاب نحو ما يرى، ويفهم كيف يستطيع الوصول إلى المعلومات التي يريدها من الموقع.